# Charles Frederick Worth
Charles Frederick Worth (13. oktober 1825 – 10. marts 1895) var en engelsk modedesignere, der grundlagde House of Worth, et af de fremmeste modehuset i 1800- og begyndelsen af 1900-tallet. Han bliver af mange modehistorikere betragtet som faderen til haute couture. Worth bliver også krediteret for at revolutioneret modeindustrien.
Han etablerede sig i Paris i 1858, og hans modesalon tiltrak snart kongelige fra hele Europa, og mange andre fulgte efter. Han var en innovativ designer, og han omdesignede 1800-tallets kjoler for at gøre den bedre egnet til hverdagen, og det siges at nogle af ændringerne kom fra hans prestigefyldte klient kejserinde Eugénie. Han var den første som erstattede modedukker med levende modeller for at fremvise sit tøj til kunderne, og til at sy mærker ind i tøjer. Stort set alle hans kunder besøgte hans salon til konsultation og for at få tøjet tilpasset, og det gjorde dermed House of Worth til et social mødested.
I slutningen af sin karriere havde hans modehus 1.2000 ansatte, og dets indvirken på moden var omfattende. Metropolitan Museum of Art har beskrevet at hans "aggressive selvpromovering" gav ham titlen som den første couturier (en modedesigner, der skaber og tilpasser tøj efter kundens ønsker). I 1870 var hans navn kun kendt blandt hoffet, men han optrådte i kvindemagasiner, der blev læst i hele samfundet.
Worth øgede kjoleskaberes status, så designere også blev dommere for, hvad kvinder skulle have på. I 2002 skrev George Walden om modehistorie, og særligt danyisme, og beskrev at: "Charles Frederick Worth dikterede moden i Frankrig halvanden hundrede år inden Galliano".